# Xystochroma buprestoides
Xystochroma buprestoides är en skalbaggsart som först beskrevs av Bates 1885.  Xystochroma buprestoides ingår i släktet Xystochroma och familjen långhorningar. Inga underarter finns listade i Catalogue of Life.